# Анадирська низовина
Анадирська низовина (рос. Ана́дырская ни́зменность) — алювіальна низовина, у Чукотському автономному окрузі Росія.

## Географія
Низовину перетинають річки Анадир посередині, та Велика — на півдні. Обмежена з північного заходу хребтом Пекульней — що є у складі Чукотського нагір'я, на заході — ⁣Парапольсько-Бельською низовиною, за якою здіймається Анадирське плоскогір'я, з півдня — хребтами Рариткін та Уквушвуйнен що є у складі Коряцького нагір'я. Протяжність з півночі на південь — 270 км.
Лиман річки Анадир впадає в Анадирську затоку Берингового моря на сході. Місто Анадир розташоване біля гирла на березі затоки Онемен
Низовина — переважно заболочена тундра з максимальною висотою 100 метрів над рівнем моря. Вся територія усіяна озерами, найбільше з яких — озеро Червоне. Крім Анадиру, по низовині протікають річки Велика, Туманська, Третя та Канчалан. Окремо над рівниною підносяться низькогірні хребти — Ушканій кряж, Золотий хребет, гірський масив Діонісія.
Складена пухкими четвертинними відкладеннями, які скуті вічною мерзлотою..
На півночі і в приморських районах поширені купинові і чагарникові тундри, на півдні і південному заході кедрово-сланкова лісотундра. На сході низовина обмежена Анадирським лиманом, частина прибережних ділянок заливаються нагонними морськими водами під час великих штормів і припливів. Ці великі тампові ділянки завалені плавцем і гниючим сміттям.
На тундрових пасовищах розвинене оленярство, на півдні низовини розробляються родовища газу.